# Vivianne Solís Weiss
Vivianne Solís Weiss (Ciudad de México, 25 de mayo de 1949) es una oceanógrafa con más de 30 años de experiencia en las áreas de taxonomía y ecología de comunidades bentónicas. Es la fundadora y curadora de la colección nacional de anélidos poliquetos (gusanos con cuerpos segmentados). Ha realizado la descripción de más de 40 especies de anélidos poliquetos, realizado 13 cambios de estatus taxonómicos, y creado 64 nuevos registros de especies. En homenaje a su labor científica le dedicaron la denominación de Parandalia vivianneae en 1986, y Lumbricalus vivianneae en 2004.

## Trayectoria académica
Bióloga marina por la Facultad de Ciencias de la Universidad Nacional Autónoma de México (UNAM). En 1972 obtuvo el grado de maestría en ciencias del mar con especialización en oceanografía biológica y pesquera por el Centro de Ciencias del Mar y Limnología de la UNAM. De 1972 a 1975 estudió el doctorado en oceanografía biológica en la Universidad de Aix-Marseille en Francia. Al concluir el doctorado, realizó una estancia posdoctoral dentro del programa de biología en el Instituto Weizmann de Ciencias en Israel.
Desde 1979 es jefa del laboratorio de Ecología y Biodiversidad de Invertebrados Marinos, del Instituto del Mar y Limnología de la UNAM. En 2000 recibió el título de Investigador Titular C en el mismo instituto. Es miembro del Sistema Nacional de Investigadores desde 1984, y en 2000 alcanzó el nivel III. Además, forma parte de la Academia Mexicana de Ciencias desde 1993.

## Líneas de investigación
Sus líneas de investigación forman parte de estudios en ecología, taxonomía, zoogeografía y biodiversidad de las comunidades de invertebrados. Su equipo de trabajo se centra principalmente en el estudio de anélidos poliquetos que habitan los ecosistemas bénticos de México. Sus otras dos líneas de investigación son el manejo de zonas costeras e indicadores de contaminación, así como en el estudio de microplásticos y sus efectos en organismos marinos.
Ha realizado proyectos con organizaciones como Greenpeace, Comisión Federal de Electricidad (CFE), Petróleos Mexicanos (PEMEX) y la Comisión Nacional de Áreas Protegidas (CONANP). Además cuenta con colaboraciones con laboratorios en la Universidad de Veracruz, Alemania y Tahití.

### Estudio de poliquetos
Su laboratorio cuenta con la colección más grande del mundo de poliquetos de México. Se conforma de más de 70 000 ejemplares, 9077 registros de 47 diferentes familias, 268 géneros, y 737 especies con 27 holotipos. Además se han descrito 39 paratipos de 55 especies nuevas. De 2005 a 2007 trabajó en un proyecto de actualización de las colecciones de poliquetos del Instituto de Ciencias del Mar y Limnología. Gracias a este proyecto se agregaron 10 000 ejemplares a la base de datos, 3 000 de los cuales fueron nuevos registros. Esta basae de datos cuenta con posicionamiento GPS de las estaciones de registro, y en algunos casos información ecológica de la zona.
En 1986 se nombró y describió la especie Parandalia vivianneae, la cual lleva su nombre en honor a su trabajo y liderazgo en el área de ecología de comunidades bentónicas en el Golfo de México. Nuevamente en 2004 una especie de poliqueto llevaría su nombre, en este caso Lumbricalus vivianneae.

### Exploración de los mares
En 1985 se convirtió en la primera investigadora en jefe de crucero en los buques de investigación "El Puma" y "Justo Sierra" de la UNAM, los cuales también dirigió en las expediciones de 1992 y 1993. Esto la llevó a incursionar en el programa Jasón, un proyecto internacional educativo que busca iniciar a los jóvenes en la exploración marina y fomentar su interés en carreras científicas. Fue además la primera científica latinoamericana a bordo del submarino Alvin, sumergiéndose a más de 2000 metros de profundidad. Esta expedición se llevó a cabo en 1988 como parte de una expedición para observar volcanes submarinos en erupción, así como las comunidades biológicas de las ventilas hidrotermales.
Organizó y encabezó una expedición científica mexicano-francesa a la Isla Clipperton en 1997, un islote a más de mil kilómetros de la costa de Acapulco, Guerrero. Esta fue la primera expedición mexicana desde 1917 y en el que se realizaron estudios geográficos y de fauna marina. Describió sus impresiones de la isla en entrevista para la revista ¿Cómo ves?.
“Esta es una pequeñísima isla desierta a mitad del Pacífico; además de la famosa roca de 30 metros de altura, donde estuvo el faro mexicano, hay una enorme cantidad de cangrejos terrestres color naranja (se cree que llegan a ser más de 10 millones de individuos), que atacan a todo lo que no se mueva, y de pájaros bobos, la mayor colonia del mundo, con unos 150 000 individuos."
Años más tarde, en 2005 regresó a la Isla Clipperton en una expedición francesa financiada por Manuel Arango e integrada además por Francisco Solís y Carlos Gonzáles, así como Margarita Merino Salazar. En esta expedición que tuvo una duración de cuatro meses, los científicos descubrieron una sobrexplotación de atún por barcos estadounidenses, mexicanos y costarricenses, lo que afecta la población de pájaros bobo más grande del mundo. Al término de la expedición, se propuso convertir a la isla Clipperton en un observatorio oceanográfico de manera que la isla de dedique a temas exclusivamente a temas científicos y no a cuestiones estratégicas o comerciales.

### Formación de recursos humanos
Como investigadora y asesora de más de 41 tesis de licenciatura, maestría y doctorado, sus principales valores en la formación del capital humano son: disciplina, trabajo y colaboración; valores que se ponen en práctica durante las expediciones científicas, ya que por su elevado costo es necesario trabajar en varios proyectos al mismo tiempo. Solís Weiss busca que sus equipos de trabajo se enfoquen en el impacto ambiental y sus relaciones con el cambio climático. Finalmente considera que como sociedad es necesario generar una sinergia de trabajo entre la academia, la industria y el gobierno.

## Premios y reconocimientos
Su trayectoria académica y trabajo de investigación han sido reconocidos en varias ocasiones.
- Desde 1984 - Integrante del Sistema Nacional de Investigadores donde alcanzó el nivel III en el 2000.
- 1985 - Finalista en el concurso para viajar al espacio a bordo del Atlantis.
- Desde1993 - Miembro de la Academia Mexicana de Ciencias.
- Desde 1997 - Programa de Primas al Desempeño del Personal Académico de Tiempo Completo (PRIDE), nivel D; UNAM.
- 2006 - Medalla Sor Juana Inés de la Cruz; UNAM.
- 2006 - Premio Femmes 3000; Senado de Francia.

## Publicaciones destacadas
Cuenta con más de 112 artículos científicos, 3 libros y 32 capítulos de libro. Entre sus principales publicaciones destacan:
- Paul V. R. Snelgrove et al. The Importance of Marine Sediment Biodiversity in Ecosystem Processes. Ambio, Vol. 26, No. 8 (1997), pp. 578-583.
- L. Ortiz-Lozano, A. Granados-Barba, V. Solís-Weiss, M.A. García-Salgado. Environmental evaluation and development problems of the Mexican Coastal Zone. Ocean & Coastal Management, Vol. 48 (2005), pp 161–176.
- V. Solis-Weiss, F. Aleffi, N. Bettoso, P. Rossin, G. Orel, S. Fonda-Umani. Effects of industrial and urban pollution on the benthic macrofauna in the Bay of Muggia (industrial port of Trieste, Italy). Science of the Total Environment, Vol. 328 (2004), pp 247–263.
- Kristian Fauchald, Alejandro Granados-Barba, Vivianne Solís-Weiss. Polychaeta (Annelida) of the Gulf of Mexico. Gulf of Mexico origin, waters, and biota, Vol. 1, (2009) Texas A&M University Press, pp 751-788.
- Alejandro Granados-Barba, Vivianne Solís-Weiss, María Ana Tovar-Hernández, Víctor Ochoa-Rivera. Distribution and diversity of the Syllidae (Annelida: Polychaeta) from the Mexican Gulf of Mexico and Caribbean. Advances in Polychaete Research, Hydrobiologia, vol. 496 (2003), pp 337-345.

## Vida personal
Domina los idiomas español, inglés, francés, e italiano, y tiene además sólidos conocimientos sobre el griego y latín, por lo que se perfilaba para estudiar una carrera humanística. Sin embargo, su pasión por la naturaleza la condujeron a estudiar biología marina. En entrevista para la revista ¿Cómo ves? relató sobre su infancia y sus principales pasatiempos:
“Me gusta la exploración, el peligro, la aventura... De niña me gustaba trepar hasta la copa de los árboles, montar a caballo, echarme clavados y marometas desde los trampolines; me metía a nadar en las olas altas del Revolcadero en Acapulco; me ha tocado bucear con tiburones, y competir en gimnasia acrobática y atletismo. Me hubiera gustado meterme de trapecista a un circo, pero no se me hizo. Practiqué paracaidismo, motociclismo, parapente, rapel y otros deportes extremos. Recientemente he saltado en bungee; me gusta esquiar y sobre todo bailar”.
Dentro de su concepto de vida, considera que debemos involucrarnos en las problemáticas nacionales fin de mejorar las condiciones del país. Con respecto al arte disfruta del baile, el cine, y la pintura impresionista; sus géneros musicales favoritos son regional mexicano, ópera y jazz. Sueña con dar la vuelta al mundo en velero y conocer la isla Robinson Crusoe, él Ártico y la Antártida.